# Carl Cox
Carl Cox (Carshalton, 29 luglio 1962) è un disc jockey, produttore discografico e remixer di musica house e techno britannico, eletto dalla rivista DJ Magazine miglior DJ mondiale per due anni consecutivi.

## Carriera
Carl Cox ha iniziato la sua vita musicale come dj di musica house a metà degli anni '80 e hardcore ed acid house ad inizio degli anni ‘90, usando anche come soprannome "Three Deck Wizard". Ha suonato nei club The Eclipse, Edge, Shelly's, Sterns Nightclub, Heaven, Angels e The Haçienda, così come per i rave Fantazia, Dreamscape e Amnesia. Ora possiede due etichette discografiche Intec Records e 23rd Century Records. Carl Cox è nato tra la musica, infatti fin da piccolo i suoi genitori lo hanno abituato ad ascoltare i generi più diversi ed hanno assecondato le inclinazioni del figlio. La musica è rimasta la sua unica passione.
Entra nella scena musicale nel 1986, quando si trasferisce a Brighton e scopre quello che definirà "the pure thrill of acid house". Summer Of Love è considerato il suo primo successo. Nel 1988 comincia a suonare a tre piatti al Sunrise rave, e nasce il nomignolo "il Mago dei tre piatti". Inizia poi a esibirsi agli eventi più prestigiosi: ha suonato all'inaugurazione del leggendario Shoom di Danny Rampling, ha collaborato con Paul Oakenfold, è stato resident allo ZAP Club di Brighton.
Nel 1991 con la Perfecto pubblica la sua prima hit I Want You, che entra direttamente al 23º posto dei Top of the Pops chart inglese. Il follow up, Does It Feel Good To You è un successo, anche se è visto come progetto dance-pop. Le preferenze di Carl Cox però si avvicinano di più alla house e alla techno e per questo motivo non sceglie la carriera da popstar ma preferisce un ritorno alle origini. L'album FACT 1995 è techno ed ha venduto circa 250 000 copie. Fu eletto al primo posto nella Top 100 Dj Mag della rivista DJ Magazine nel 1996 (votato dallo staff della rivista) e nel 1997 (votato dai fan). Si è anche dedicato all'agenzia Ultimate Music Management, che organizza club e tour; si occupa inoltre di talent-scouting (Josh Abraham's, Trevor Rockcliffe, Earl Gray, DJ Dan).
Carl Cox ha suonato in club di tutto il mondo: dal Sudafrica ad Israele, dalla Tasmania all'Asia. Ha recitato nel film dedicato ai club inglesi Human Traffic ed è il fondatore di due etichette discografiche: la Ultimatum Breaks e la Intec, produttrici di musica techno ed house.

## Discografia

### Album in studio
- 1996 – At The End Of The Cliche (Edel UK Records/Worldwide Ultimatum Records)
- 1999 – Phuture 2000 (Edel UK Records/Worldwide Ultimatum Records)
- 2005 – Second Sign (Play It Again Sam)
- 2011 – All Roads Lead To The Dancefloor (Intec Digital)
- 2022 -  Electronic Generations (BMG Rights Management (UK) Limited)

### EP
- 2019 – Dark Alleys Circus Recordings

### Singoli
- 1991: I Want You (Forever) Perfecto Records
- 1995: Two Paintings And A Drum Worldwide Ultimatum Records
- 1996: Sensual Sophis-ti-cat Worldwide Ultimatum Records
- 1996: Tribal Jedi Worldwide Ultimatum Records
- 1998: Phuture 2000 Ebel Records
- 1999: Dr. Funk Ebel Records
- 1999: The Latin Theme Worldwide Ultimatum Records
- 2002: Club Traxx Vol.1 Trust The DJ
- 2003: Club Traxx Vol.2 Trust The DJ
- 2003: Dirty Bass 23rd Century Records
- 2003: Space Calling 23rd Century Records
- 2004: Give Me Your Love (Carl Cox Featuring Hannah Robinson), 23rd Century Records/Play It Again Sam
- 2006: That's The Bass (Carl Cox & Norman Cook), 23rd Century Records/Play It Again Sam
- 2007: Got What You Paid 4! (feat. Saffron)
- 2015: The Nite Life
- 2016: Your Light Shines On Intec Digital

### Compilation
- 1994: Nonstopmix 1994, Liquid Rec.
- 1994: Fantazia III - Made in Heaven Remix, Fantazia
- 1994: Fantazia The DJ Collection Carl Cox, Fantazia
- 1995: F.A.C.T., React
- 1997: F.A.C.T. 2, Worldwide Ultimatum Records
- 1998: DJF 250, Sony Music Entertainment
- 1998: Non Stop 98/01, FFRR Records
- 1998: The Sound Of Ultimate B.A.S.E., Worldwide Ultimatum Records
- 1999: Non Stop 2000, FFRR Records
- 1999: F.A.C.T. Australia, X-Over Recordings
- 2000: Mixed Live Crobar Nightclub, Chicago, Moonshine Music
- 2002: Global, Play It Again Sam
- 2002: Mixed Live 2nd Session Area 2, Detroit, Moonshine Music
- 2003: F.A.C.T. Australia II, Warner Music Group
- 2003: U60311 Compilation Techno Division Vol. 3, V2 Records
- 2004: Back to Mine, DMC Publishing
- 2004: Pure Intec, Intec Records
- 2006: Intec 50 EP, Intec Records
- 2007: Global, Play It Again Sam
- 2010: Black Rock Desert, Global Underground 38

### Remix
- 1991 Art of Noise - "Shades Of Paranoimia (Carl Cox Remix)", China Records
- 1992 Eternal - "Eternal (Carl Cox Remix)", Underground Level Recordings
- 1992 Robert Owens - "Gotta Work (Carl's Renaissance Remix)", Freetown Inc.
- 1992 Patti Day - "Hot Stuff (Carl Cox Remix)", Starway Records
- 1992 DJ Phantasy - "Jepron (Carl Cox Remix)", Liquid Wax Recordings
- 1992 Sunscreem - "Perfect Motion (Carl Cox's Rhythm's A Drug Remix)", Sony BMG Music Entertainment
- 1993 Visa - "Let Me See Ya Move (Carl Cox's Militant March Remix)", MMR Productions
- 1993 Smooth But Hazzardous - "Made You Dance (Carl Cox Remix)", Sound Entity Records
- 1994 Laurent Garnier - "Astral Dreams (Carl Cox's MMR Remix)", F-Communications
- 1994 Trevor Rockcliffe Presents Glow - "Break The Law (Carl Cox's Reconstructed Remix)", MMR Productions
- 1994 Quench - "Hope (Carl Cox Remix)", Infectious Records
- 1994 FKW - "Jingo (Carl Cox Remix)", PWL
- 1994 O.T.T. - "Raw (Carl Cox Remix)", Industrial Strength Records
- 1994 Aurora Borealis - "Raz (Carl's MMR Remix)", F-Communications
- 1994 English Muffin - "The Blood Of An English Muffin (Carl Cox Remix)", MMR Productions
- 1994 Lunatic Asylum - "The Meltdown (Carl Cox & John Selway's Circular Cycle Remix)", MMR Productions
- 1995 Jam & Spoon - "Angel (Ladadi O-Heyo) (Carl Cox Remix)", Epic Records
- 1995 The Stone Roses - "Begging You (Cox's Ultimatum Remix)", Geffen Records
- 1995 Yello - "L'Hotel (Carl Cox's Hands On Yello Remix)", Urban
- 1995 Dr. Fernando "Stomach Substance (Carl Cox Remix)", MMR Productions
- 1995 Infrequent Oscillation - "Burning Phibes (Carl Cox Remix)", MMR Productions
- 1995 Technohead - "Get Stoned (Carl Cox Remix)", Mokum Records
- 1995 AWeX - "It's Our Future (Carl Cox's Ultimate Remix)", Plastic City UK
- 1995 Slab - "Rampant Prankster (Carl Cox's Jumper Remix)", Hydrogen Dukebox
- 1995 Steve Mason & Tony Crooks - "Shallow Grave (Carl Cox's After Hours Remix)", Rain Forest Records
- 1995 Josh Abrahams - "March Time (Carl Cox Remix)", MMR Productions
- 1996 System 7 - "Hangar 84 (Cox's W.W. Ultimatum Remix)", Butterfly Records
- 1996 Electroliners - "Loose Caboose (Carl Cox Remix)", XL Recordings
- 1996 Barefoot Boys - "Need No Man (Cox's Harder Remix), Stealth Records
- 1996 The Advent - "Mad Dog (Carl Cox Remix)", Internal
- 1996 JX - "There's Nothing I Won't Do (Carl Cox's Full House Remix)", FFRR Records
- 1996 Consolidated - "This Is Fascism (Carl Cox's Burning Gold Remix)", MC Projects
- 1996 Vernon - "Vernon's Wonderland (Carl Cox's Full Remix)", Eye Q
- 1996 Poltergeist - "Vicious Circles (Carl Cox's MMR Remix)", Manifesto
- 1997 DJ SS - "DJs Anthem (Carl Cox Remix)", Formation Records
- 1997 Tenth Chapter - "Prologue (Carl Cox & Paul van Dyk Remix)", Jackpot
- 1999 Needle Damage - "That Zipper Track (Carl Cox Remix)", Worldwide Ultimatum Records
- 1999 Grooverider - "Where's Jack The Ripper (Carl Cox's Techno Radio Edit)", Higher Ground Records
- 2000 Tony Moran Featuring Cindy Mizelle - "Shine On (Carl Cox's Sweat Dub)", Contagious Records
- 2001 Slam - "Positive Education (Carl Cox's Intec Remix)", VC Recordings
- 2001 Trevor Rockcliffe & Blake Baxter - "Visions Of You (Carl Cox Remix)", Intec Records
- 2001 Ramirez - "Volcan De Passion (Carl Cox Remix)", Terapia
- 2002 Cormano - "Mangamana vs. Revenge (Carl Cox's Turntable Remix)" 4 Play Records, Inc.
- 2003 Tomaz vs Filterheadz - "Sunshine (Carl Cox Remix)", Intec Records
- 2003 Bad Cabbage - "You're Rude (Get Fucked) (Carl Cox's Not So Rude Remix)", Mutant Disc
- 2004 Eric Powell - "Don't Deny It (Carl Cox Remix)", 23rd Century Records
- 2004 Johan Cyber - "Natural Funk (Carl Cox Remix)", 23rd Century Records
- 2004 Cohen vs Deluxe - "Just Kick! (Carl Cox Remix)", Intec Records
- 2007 Sander van Doorn - "Riff (Carl Cox's Global Remix)", Doorn Records
- 2008 Alex Dias - Materia (Carl Cox Remix)
- 2010 Joey Beltram - "Slice 2010 (Carl Cox Rerub)", Bush Records
- 2020 Deadmau5, The Neptunes - Pomegranate (Carl Cox Remix), Mau5trap
- 2020 Kenneth Bager - Farmacia (Homage To Frankfurt) (Carl Cox Remix)